# 구숙정
구숙정(중국어 정체자: 邱淑貞, 병음: Qiū Shūzhēn 추수전[*], 광둥어: Jau1 Suk1 zing1 야우숙징, 영어: Chingmy Yau 칭미 야우[*], 1968년 5월 16일 ~ )은 홍콩의 배우이다.

## 작품

### 영화
- 1992년: 녹정기 - 건녕공주 역
- 1992년: 시티 헌터 - 세이꼬 역
- 1993년: 의천도룡기 - 소조 역
- 1993년: 초급학교패왕 - 춘리 1 역
- 1993년: 용등쟁패
- 1993년: 강간 - 향항기안지강간
- 1994년: 소림오조 - 홍두낭자 역
- 1994년: 신 영웅본색 - 칠리 역
- 1995년: 이연걸의 탈출 - 혜정 역
- 1995년: 홍콩 무희 - 나설아 역
- 1994년: 도신2 - 해당화 역
- 1993년: 추남자 - 정소정 역
- 1996년: 블라인드로맨스

### 드라마
- 1988년: 대도회
- 1988년: 신찰사형